# Steve Vair
Steve Vair, kanadski profesionalni hokejist, * 11. oktober 1886, Barrie (Ontario), † 27. julij 1959, Barrie, Ontario. 
Vair je igral za različna profesionalna in amaterska moštva, med njimi so Cobalt Silver Kings, Toronto Tecumsehs in Renfrew Creamery Kings. Igral je tudi v ligi NHA.

## Kariera
Kariero je začel v Edmontonu in igral na izzivu za Stanleyjev pokal proti Wanderersom. Zatem so Wanderersi z njim podpisali pogodbo. Ko so se pridružili ligi NHA, je moštvo zapustil in odšel v Cobalt k TPHL moštvu Cobalt Silver Kings. Tam je Vaira opazil lastnik moštva Renfrew Creamery Kings Ambrose O'Brien in mu dal mesto v moštvu. Za Renfrew je Vair igral v sezoni 1911/12 in se nato pridružil moštvu Toronto Tecumsehs, ki se je leta 1913 preimenovalo v Toronto Ontarios in leta 1915 v Toronto Shamrocks. Tega leta se je tudi upokojil.